# Miklós Jenő (újságíró)
Miklós Jenő, eredetileg Sztudinka Jenő Miklós (Nagyappony, 1878. április 26. – Budapest, 1934. január 14.) író, költő, újságíró.

## Élete
Sztudinka Ede és Szecsányi Mária gyermekeként született. Tanulmányait a Budapesti Tudományegyetemen végezte, ahol jogot hallgatott, majd az újságírói pályára lépett. 1903-tól az Egyetértést, később a Világot szerkesztette, azután az Érdekes Újsághoz került át, majd mikor Milotay István megalapította az Uj Nemzedéket, annak egyik főmunkatársa, a később meginduló Magyarság című napilapnak pedig belső munkatársa lett. Főleg színházi, irodalmi és képzőművészeti kritikákat írt. Esküvői tanú volt Kosztolányi Dezső és Halmos Ilona házasságkötésekor.
Felesége Guttmann Albertina volt, Guttmann Emil és Silbermann Eugénia lánya, akivel 1912. november 30-án Budapesten kötött házasságot.
1935-ben budapesti Nemzeti Színház előadta A Bolyaiak című három felvonásos drámáját, amely nyomtatásban nem jelent meg azóta sem.

## Főbb művei
- Elkésett levelek. Ford. (Budapest, 1904)
- Novellák (Gyoma, 1907)
- Este (novellák, Budapest, 1913)
- A kék budoár (novellák, Budapest, 1914)
- Hattyúdal (színjáték, Budapest, 1920)
- Madárka (regény, Budapest, 1921)
- Mókusok (vígjáték három felvonásban, bemutató: Kamara Színház, 1925. október 1.)
- Hattyúdal (színjáték egy felvonásban, bemutató: Nemzeti Színház, 1926. február 28.)
- A piros mókus (regény, Budapest, 1928)
- Hetedhét országom (versek, Budapest, 1929)
- A Bolyaiak, dráma, 1931 (kéziratban)